# Het (Britse popgroep)
Het was een Engelse popgroep die geleid werd door Dominique Weeks en Cass Davies, oud-leden van Furious Pig, belangrijke figuren uit de Londense undergroundmuziek van de tachtiger jaren.
In Het speelden ook Tim Hodgkinson (Henry Cow, The Work) en de Belgische expressionistische zangeres/performancekunstenares Catherine Jauniaux.